# 머스크 맥키니 몰러 (선박)

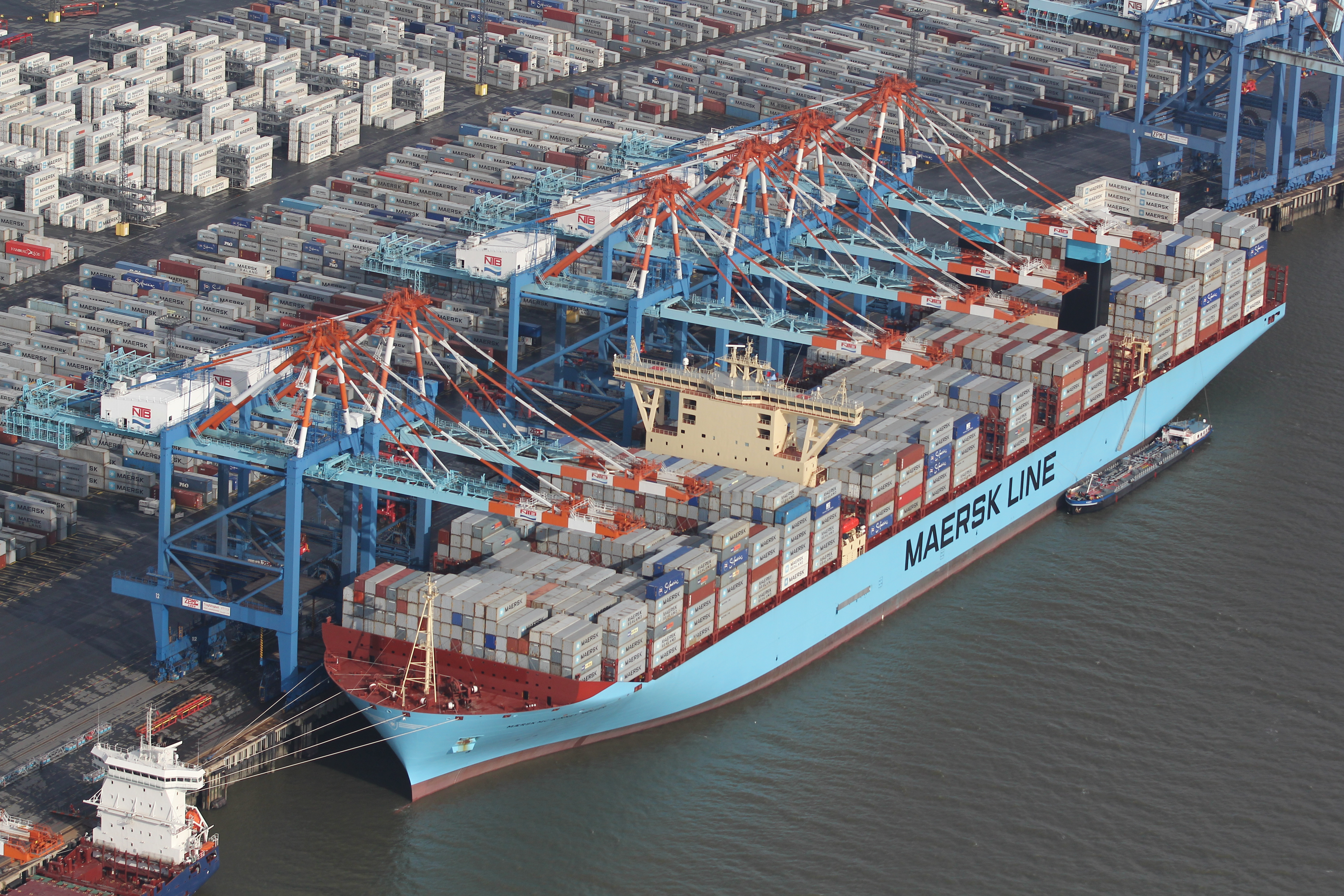
머스크 맥키니 몰러

크기 비교

머스크 맥키니 몰러는 명명식을 가진 2013년 6월 14일 기준으로, 세계 최대 컨테이너선이다. 대우조선해양이 덴마크의 A.P. 몰러-머스크 그룹으로부터 수주한 18270 TEU 컨테이너선 20척 중 첫 번째 선박이다. 대당 2천억원이다.
2011년 계약 당시 머스크사 회장이었던 머스크 맥키니 몰러의 이름을 땄다. 2012년 98세로 사망했다. 명명식에는 머스크 맥키니 몰러의 딸인 아네 머스크 맥키니 우글라 머스크사 부회장이 대모로 참석했다.
미국 항공모함이 길이 330 미터, 배수량 10만톤인데 비해, 머스크 맥키니 몰러는 길이 400미터, 배수량 19만톤이다.
뉴욕의 엠파이어 스테이트 빌딩(381ｍ)보다 길고 면적은 축구장 4개를 합친 것(길이 400ｍ, 폭 59ｍ)과 맞먹는다. 크기는 무려 20피트 단위 컨테이너 1만 8270개를 한꺼번에 실을 수 있다. 일명 ‘바다 위의 골리앗’이다.
머스크 맥키니 몰러는 말라카 해협을 지날 수 있는 최대크기인 18000 TEU 컨테이너선으로서, 말라카막스급이라고 부른다. 수에즈 운하를 지날 수 있는 최대크기인 12000 TEU 컨테이너선을 수에즈막스, 5000 TEU인 파나마막스 등이 있는데, 따라서, 적재량을 줄이지 않는 한, 머스크 맥키니 몰러는 수에즈 운하나 파나마 운하를 지날 수 없다.
1980년대까지만 하더라도 2200 TEU급 컨테이너선을 엄청난 규모로 보았으나, 1990년대에는 4000TEU급 컨테이너선이 등장했다. 화물선은 크기가 클 수록 운임이 싸지기 때문에, 점차 대형화 되고 있다.